# رمی کاوانیا
رمی کاوانیا (فرانسوی: Rémi Cavagna‎؛ زادهٔ ۱۰ اوت ۱۹۹۵ ‏(۲۹ سال)) دوچرخه‌سوار اهل فرانسه است.
از باشگاه‌هایی که در آن رکاب زده‌است می‌توان به تیم کوئیک‌استپ فلورز اشاره کرد.